# Vadzim Straltsou
Vadzim Straltsou est un haltérophile biélorusse né le 30 avril 1986 à Mahiliow. Il a remporté la médaille d'argent de l'épreuve des moins de 94 kg aux Jeux olympiques d'été de 2016 à Rio de Janeiro.